# Christian's Coalition
Christian's Coalition/Team Angle era um grupo vilão de wrestling profissional na Total Nonstop Action Wrestling (TNA), liderado por Christian Cage. Logo após a dissolução do grupo, o nome Team Angle foi reintegrado a uma nova equipe temporária de mocinhos, também liderado por Christian. O nome Christian's Coalition foi reciclado a partir da dupla feita por Christian e Tomko entre 2004 e 2005 na World Wrestling Entertainment.
Durante sua encarnação original, Christian Cage derrotou Abyyss no evento Final Resolution em 14 de janeiro de 2007 para se sagrar campeão Mundial dos Pesos-Pesados da NWA, mantendo o título por 119 dias. Durante a era "Team Angle", Kurt Angle e Tomko se tornaram campeões mundiais de duplas da TNA em 14 de outubro de 2007, mantendo o título por 184 dias. Porém durante na metade do reinado abondaram o nome "Team Angle", colocando fim ao grupo.

## Membros
- Christian Cage (líder durante toda a existência)

### Antigos membros (Vilões) (Christian's Coalition)
- A.J. Styles (reconciliado com Christian e Rhino após o fim da disputa entre Team Cage e Tomko)
- Tomko
- Robert Roode (com Ms. Brooks)
- Scott Steiner
- Abyss (com Father James Mitchell)
- James Storm

### Antigos membros (Mocinhos) (Team Cage)
- Kevin Nash
- Rhino (continuou com Christian após o fim do Team Cage)
- Sting
- Matt Morgan

## No wrestling
- Movimentos de finalização duplo
  - A.J. Styles e Tomko
    - Tornado-Plex (Aided whiplash)

## Campeonatos e realizações
- Total Nonstop Action Wrestling
  - NWA World Heavyweight Championship (1 vez) - Christian Cage
  - TNA World Tag Team Championship (1 vez) - A.J. Styles e Tomko